# Atossa
För Vishtaspas hustru Atossa, se Atossa (Hutaosa)

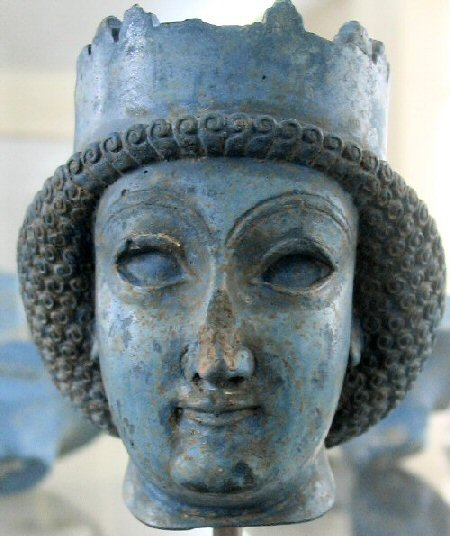
Den akemenidiska drottningen Atossa.

Atossa, född 550 f.Kr., död 475 f.Kr., var en persisk drottning, gift med först kung Kambyses II och sedan med kung Dareios I, och mor till Xerxes I.
Hon var dotter till Kyros II och Cassandane och dotterdotter till Pharnaspes. Hon gifte sig med sin bror Kambyses, troligen efter att han bestigit tronen år 530. De fick inga barn. 
Kambyses dödades år 522 och efterträddes under oklara omständigheter av deras bror Smerdis.  I den efterföljande maktkampen störtades och dödades även Smerdis när Dareios I samma år erövrade tronen.  Dareios var en avlägsen släkting till kungahuset, och äktenskapet mellan honom och Atossa syftade troligen till att legitimera hans maktövertagande. Atossa beskrivs som intelligent och ambitiös, och använde sig av den status som hennes härstamning gav henne för att med framgång utöva inflytande över hovet, sin make och därmed statens affärer. 
Atossa och Dareios I fick fyra söner, av vilka den äldste hette Xerxes (Khashayar på persiska).  Dareios hade andra söner från ett tidigare giftermål, men Atossa genomdrev år 487 att Xerxes blev tronarvinge, trots att han inte var Dareios äldste son.  Hennes andra söner fick betydelsefulla poster inom militären och administrationen. 
När Dareois avled 486 efterträddes han av Atossas son Xerxes. Det var enligt legenden Atossa som övertalade sin son att förklara krig mot Grekland. Hon levde ännu när Xerxes återvände hem från det grekiska fälttåget år 479 f.Kr.  Man vet inte säkert var hon är begravd, dock tror man att hon begravdes nära Dareios I i mausoleet i Naqsh-e Rostam. Det finns olika teorier om var hon är begravd, antingen i zaratosternas mausoleum eller i Anahitas tempel.
Asteroiden 810 Atossa är uppkallad efter henne.